# Medalja Jamesa Craiga Watsona
Medalja Jamesa Craiga Watsona (angleško James Craig Watson Medal) je znanstvena nagrada, ki so jo ustanovili na podlagi zapuščine Jamesa Craiga Watsona, in jo podeljuje Nacionalna akademija znanosti ZDA za pomembne dosežke na področju astronomije.

## Prejemniki
- 2016 Timothy M. Brown
- 2014 Robert Paul Kirshner
- 2012 Jeremiah Paul Ostriker
- 2010 Margaret Joan Geller
- 2007 Michael Skrutskie, Roc Cutri
- 2004 Vera Cooper Rubin
- 2001 David Todd Wilkinson
- 1998 Carolyn Jean Spellmann Shoemaker, Eugene Merle Shoemaker
- 1994 Jasuo Tanaka
- 1991 Maarten Schmidt
- 1986 Robert Benjamin Leighton
- 1985 William Kent Ford mlajši
- 1982 Stanton Jerrold Peale
- 1979 Charles Thomas Kowal
- 1975 Gerald Maurice Clemence
- 1972 André Deprit
- 1969 Jürgen Kurt Moser
- 1966 Wallace John Eckert
- 1965 Paul Herget
- 1964 Willem Jacob Luyten
- 1961 Otto Hermann Leopold Heckmann
- 1960 Jusuke Hagihara
- 1957 George Van Biesbroeck
- 1955 Chester Burleigh Watts
- 1951 Herbert R. Morgan
- 1948 Samuel Alfred Mitchell
- 1936 Ernest William Brown
- 1929 Willem de Sitter
- 1924 Carl Vilhelm Ludwig Charlier
- 1916 Armin Otto Leuschner
- 1913 Jacobus Cornelius Kapteyn
- 1899 David Gill
- 1894 Seth Carlo Chandler mlajši
- 1891 Arthur Georg Friedrich Julius von Auwers
- 1889 Ed Schoenfeld
- 1887 Benjamin Apthorp Gould